# Małopolskie Dni Dziedzictwa Kulturowego
Małopolskie Dni Dziedzictwa Kulturowego – organizowane od 1999 roku przedsięwzięcie kulturalne województwa małopolskiego. Powstały z inicjatywy Zarządu Województwa Małopolskiego, a realizowane są przez Małopolski Instytut Kultury. Ideą organizowania Dni Dziedzictwa jest promowanie zabytków Małopolski oraz ukazywanie ich różnorodności i atrakcyjności. Przedsięwzięcie wpisuje się w program Rady Europy „Europa Wspólne Dziedzictwo”.
Zwiedzającym udostępniane są różnorodne obiekty zabytkowe m.in. klasztory, kościoły, muzea oraz miasteczka z ich charakterystyczną zabudową. Nierzadko są to obiekty normalnie niedostępne dla turystów.
W ramach Małopolskich Dni Dziedzictwa Kulturowego były organizowane konkursy o tematyce związanej z zabytkami, m.in.
- konkurs fotograficzny „Skarby Małopolski”,
- konkurs plastyczny „Skarby Małopolski”,
- konkurs historyczny o zmiennej tematyce,
- projekt edukacyjny „Sekrety zabytków” (ostatni raz organizowany podczas XII edycji).

Od 2003 roku w czasie Małopolskich Dni Dziedzictwa Kulturowego wręczana jest Nagroda Województwa Małopolskiego im. Mariana Korneckiego za wybitne osiągnięcia w dziedzinie ochrony zabytków.

## I Małopolskie Dni Dziedzictwa Kulturowego

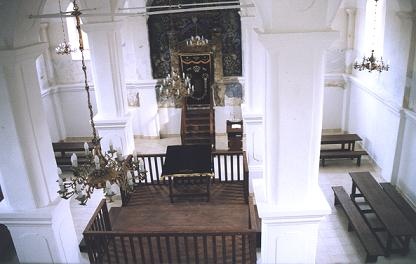
Wnętrze Synagogi w Bobowej

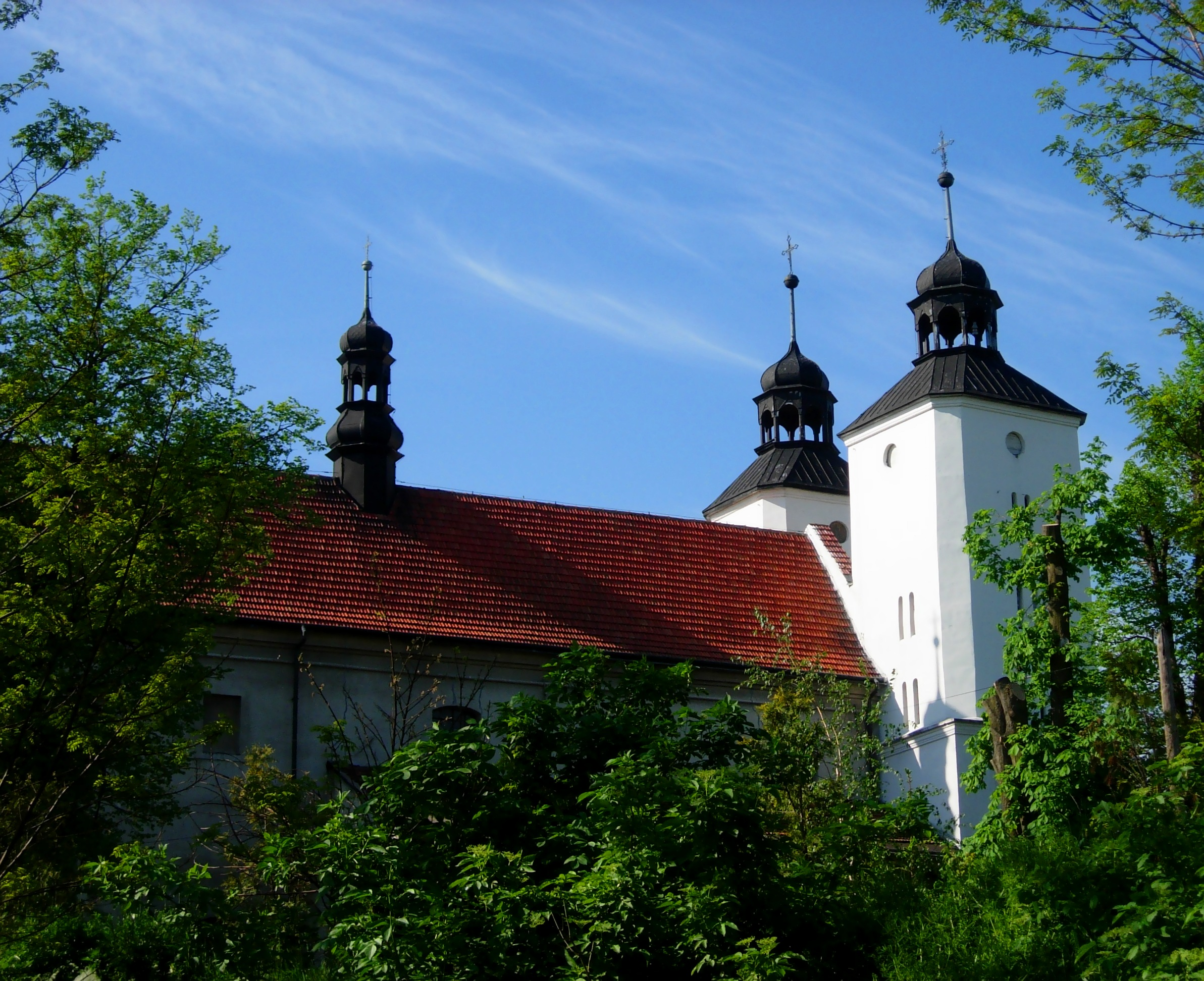
Klasztor w Hebdowie

Pierwsza edycja Małopolskich Dni Dziedzictwa Kulturowego odbywała się od 25 do 26 września 1999 roku. Udostępniono dla zwiedzających 23 obiekty zabytkowe.
- Browar Goetz-Okocimskich w Brzesku
- Cmentarz i kościółek na Pęksowym Brzyzku w Zakopanem
- Dawne opactwo Norbertańskie w Hebdowie
- Fort św. Benedykt (nr 31) w Krakowie
- Kopalnia soli w Bochni
- Kościół i klasztor Bożogrobców w Miechowie
- Kościół i klasztor oo. Cystersów w Szczyrzycu
- Kościół i klasztor oo. Reformatów w Wieliczce
- Kościół i klasztor pw. Stygmatów św. Franciszka z Asyżu oo. Bernardynów w Alwerni
- Kościół parafialny pw. Podwyższenia Krzyża Świętego i św. Mikołaja w Sławkowie
- Kościół pw. św. św. Filipa i Jakuba Apostołów w Sękowej
- Muzeum Diecezjalne w Tarnowie
- Muzeum Drogownictwa w Szczucinie
- Muzeum Pożarnictwa w Alwerni
- Orawski Park Etnograficzny w Zubrzycy
- Ruiny zamku oraz skansen w Dobczycach
- Zabudowa miasta Stary Sącz
- Zabudowa miasta Sławków
- Zabudowa miasteczka Ciężkowice
- Zakład Salezjański w Oświęcimiu
- Zamek w Suchej Beskidzkiej
- Zespół pałacowo-parkowy Potockich w Krzeszowicach
- Zespół pielgrzymkowy w Kalwarii Zebrzydowskiej

## II Małopolskie Dni Dziedzictwa Kulturowego
Kolejna edycja Małopolskich Dni Dziedzictwa Kulturowego odbyła się w 23 i 24 września 2000 roku. Udostępniono dla zwiedzających 20 obiektów i miejsc zabytkowych.
- Bazylika jezuicka pw. Najświętszego Serca Pana Jezusa w Krakowie
- Cerkiew pw. Opieki Bogurodzicy w Owczarach
- Dwór (tzw. lamus) w Branicach
- Instytut Jana Pawła II w Krakowie
- Katedra pw. Narodzenia Najświętszej Marii Panny w Tarnowie
- Klasztor ss. Norbertanek i elementy zabudowy wsi Imbramowice
- Kościół i zamek w Czchowie
- Kościół parafialny pw. Dziesięciu Tysięcy Męczenników w Niepołomicach
- Kościół pw. św. Michała Archanioła w Szalowej
- Nadwiślański Park Etnograficzny w Wygiełzowie
- Pałac w Igołomi
- Ratusz w Nowym Sączu
- Stary Dom Zdrojowy w Krynicy
- Zabudowa miejska Lipnicy Murowanej
- Zabudowa Niepołomic
- Zamek w Lipowcu
- Zamek w Niedzicy
- Zamek w Niepołomicach
- Zespół albertyński na Kalatówkach w Zakopanem
- Zespół miejski i kościół i klasztor oo. Reformatów w Bieczu

## III Małopolskie Dni Dziedzictwa Kulturowego
Trzecia edycja Małopolskich Dni Dziedzictwa Kulturowego odbyła się 15 i 16 września 2001 roku. Udostępniono dla zwiedzających 14 obiektów i miejsc zabytkowych.
- Cerkiew pw. św. Dymitra w Sądeckim Parku Etnograficznym w Nowym Sączu
- Cerkiew pw. św. Paraskiewy w Kwiatoniu
- Dwór w Stryszowie
- Dwór w Wysokiej
- Dworek Włodzimierza Tetmajera w Krakowie
- Kościół pw. św. Jana Chrzciciela w Orawce
- Muzeum Etnograficzne w Tarnowie
- Muzeum im. Stanisława Fischera w Bochni
- Muzeum „Rydlówka” w Krakowie
- Szałasy na Polanie Podkólna w Jurgowie
- Zamek w Pieskowej Skale
- Zamek w Wiśniczu
- Założenie pałacowo-parkowe w Młoszowej
- Zespół Pałacu Arcybiskupiego w Krakowie

## IV Małopolskie Dni Dziedzictwa Kulturowego
Czwarta edycja Małopolskich Dni Dziedzictwa Kulturowego odbyła się 14 i 15 września 2002 roku. Udostępniono dla zwiedzających 14 obiekty i miejsca zabytkowe.
- Dwór Emila Zegadłowicza w Gorzeniu Górnym
- Dwór obronny w Szymbarku
- Dwór Zieleniewskich w Trzebini
- Kościół i klasztor oo. Karmelitów Bosych w Czernej
- Kościół i klasztor oo. Karmelitów Trzewiczkowych na Piasku w Krakowie
- Kościół pw. Narodzenia Najświętszej Marii Panny w Łapczycy
- Muzeum Pienińskie im. Józefa Szalaya w Szczawnicy
- Pałac Wielopolskich w Krakowie
- Tradycja św. Kingi w Starym Sączu
- Wieś Frydman na Spiszu
- Zamek w Dębnie
- Zespół dworski w Łopusznej
- „Panorama siedmiogrodzka” w Muzeum Okręgowym w Tarnowie

## V Małopolskie Dni Dziedzictwa Kulturowego
Piąta edycja Małopolskich Dni Dziedzictwa Kulturowego odbyła się 31 maja i 1 czerwca 2003 roku. Udostępniono dla zwiedzających 12 obiektów i miejsc zabytkowych.
- Dom Władysława Orkana w Porębie Wielkiej
- Kościół i klasztor ss. Benedyktynek w Staniątkach
- Kościół parafialny pw. św. Marcina w Grywałdzie
- Kościół pw. św. św. Świerada i Benedykta w Tropiu
- Pałac Radziwiłłów w Balicach
- Pałac w Osieku
- Pałac Żeleńskich w Grodkowicach
- Sala Józefa Mehoffera w „Domu pod Globusem” w Krakowie
- Szpital im. J. Babińskiego w Krakowie
- Wieś łemkowska Bartne
- Wystawa „Klisze pamięci” w Harmężach
- Zabudowa wsi Gołkowice

## VI Małopolskie Dni Dziedzictwa Kulturowego
Szósta edycja Małopolskich Dni Dziedzictwa Kulturowego odbyła się 5 i 6 czerwca 2004 roku. Udostępniono dla zwiedzających 13 obiektów i miejsc zabytkowych.
- Archiwum Państwowe w Krakowie
- Bazylika pw. św. Andrzeja Apostoła w Olkuszu
- Dwór obronny w Jeżowie
- Dwór w Laskowej
- Dwór w Modlnicy
- Kompleks wodociągów na Bielanach w Krakowie
- Kościół i klasztor oo. Pijarów w Krakowie
- Muzeum Jana Kasprowicza na Harendzie w Zakopanem
- Muzeum Pszczelarstwa „Sądecki Bartnik” w Stróżach
- Pałac Konopków w Wieliczce
- Pałac w Paszkówce
- Synagoga w Bobowej
- Zespół dworski w Tomaszowicach

Źródło:

## VII Małopolskie Dni Dziedzictwa Kulturowego
Siódma edycja Małopolskich Dni Dziedzictwa Kulturowego odbyła się 4 i 5 czerwca 2005 roku. Udostępniono dla zwiedzających 13 obiektów i miejsc zabytkowych:
- Centrum Administracyjne Mittal Steel Poland Oddział w Krakowie
- Dom Pod Jedlami w Zakopanem
- Dwór w Dołędze
- Dworek Jana Matejki w Krzesławicach
- Kościół i klasztor oo. Cystersów w Szczyrzycu
- Kościół parafialny pw. św. Benedykta w Imbramowicach
- Opactwo oo. Cystersów i kościół św. Bartłomieja w Krakowie
- Pałac w Nawojowej
- Sądecki Park Etnograficzny w Nowym Sączu
- Sanktuarium Matki Bożej Tuchowskiej w Tuchowie
- Wieża Ratuszowa w Krakowie
- Zamek w Spytkowicach
- Zamek w Zatorze

Źródło:

## VIII Małopolskie Dni Dziedzictwa Kulturowego
Ósma edycja Małopolskich Dni Dziedzictwa Kulturowego odbyła się 20 i 21 maja 2006 roku. Udostępniono dla zwiedzających 13 obiektów i miejsc zabytkowych.
- Budynek dawnego CK Starostwa w Krakowie
- Cerkiew pw. Opieki Bogurodzicy w Owczarach
- Cmentarz na Wzgórzu Pustki w Łużnej
- Dwór z Drogini w Nadwiślańskim Parku Etnograficznym w Wygiełzowie
- Dworek Machnickich w Olkuszu
- Klasztor oo. Paulinów z kościołem św. Michała Archanioła i św. Stanisława Biskupa w Krakowie
- Kościół i klasztor Bożogrobców w Miechowie
- Kościół pw. św. św. Filipa i Jakuba Apostołów w Sękowej
- Kościół św. Katarzyny z klasztorem Augustianów w Krakowie
- Opactwo oo. Benedyktynów w Tyńcu
- Pustelnia bł. Salomei w Grodzisku koło Skały
- Zamek w Korzkwi
- Zespół miejski i kościół i klasztor oo. Reformatów w Bieczu

Źródło:

## IX Małopolskie Dni Dziedzictwa Kulturowego
Dziewiąta edycja Małopolskich Dni Dziedzictwa Kulturowego odbyła się 26 i 27 maja 2007 roku. Udostępniono dla zwiedzających 12 obiektów i miejsc zabytkowych.
- Collegium Novum Uniwersytetu Jagiellońskiego w Krakowie
- Dawne opactwo Norbertańskie w Hebdowie
- Dworek I. J. Paderewskiego w Kąśnej Dolnej
- Kaplica Firlejów przy kościele parafialnym pw. św. Mikołaja w Bejscach
- Kościół św. Małgorzaty w Dębnie
- Muzeum Pamiątek po Janie Matejce – „Koryznówka” w Nowym Wiśniczu
- Ogrody Zgromadzenia Księży Misjonarzy w Krakowie
- Pałac biskupa Erazma Ciołka w Krakowie
- Pałac w Igołomi
- Pałac w Kościelnikach
- Pałac w Pławowicach
- Zabudowa miejska Lipnicy Murowanej

Źródło:

## X Małopolskie Dni Dziedzictwa Kulturowego
Dziesiąta edycja Małopolskich Dni Dziedzictwa Kulturowego odbyła się 10 i 11 maja 2008 roku. Udostępniono dla zwiedzających 11 obiektów i miejsc zabytkowych. Cała edycja została podzielona na 3 trasy:
1 trasa:
- Zabudowa miasteczka Lanckorona
- Dwór w Stryszowie
- Zamek w Suchej Beskidzkiej
- Kościół pw. św. św. Piotra i Pawła w Lachowicach

2 trasa:
- Muzeum Parafialne w Grybowie
- Kościół pw. Wszystkich Świętych w Ptaszkowej
- Ratusz w Nowym Sączu
- Kolonia Kolejowa w Nowym Sączu

3 trasa:
- Kościół pw. Najświętszego Salwatora i Kaplica pw. św. św. Małgorzaty i Judyty w Krakowie
- Pałac Górków w Krakowie
- Zespół pałacowo-parkowy im. Anny i Erazma Jerzmanowskich w Krakowie

Źródło:

## XI Małopolskie Dni Dziedzictwa Kulturowego

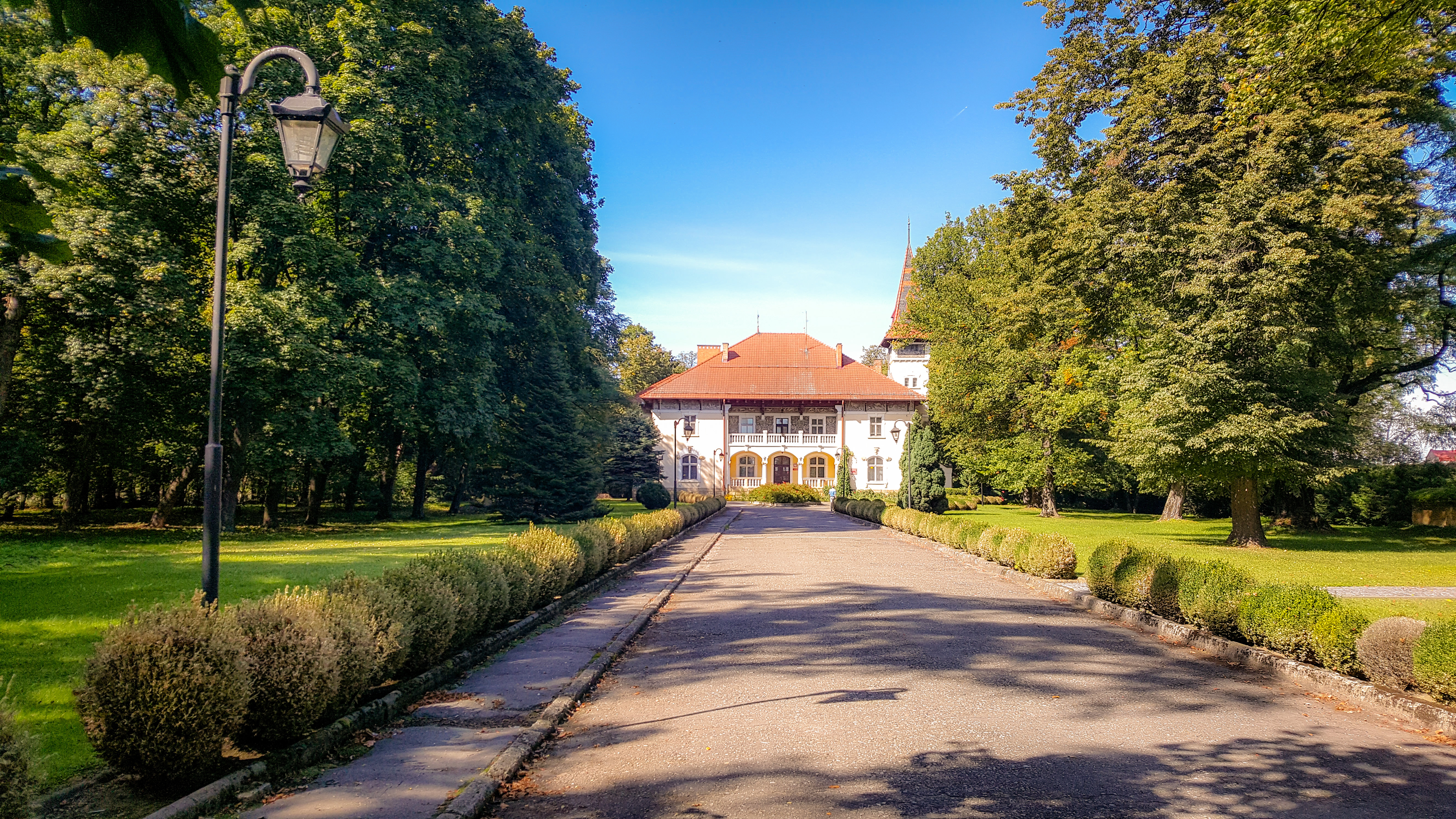
Zespół dworsko-parkowy w Łęgu Tarnowskim

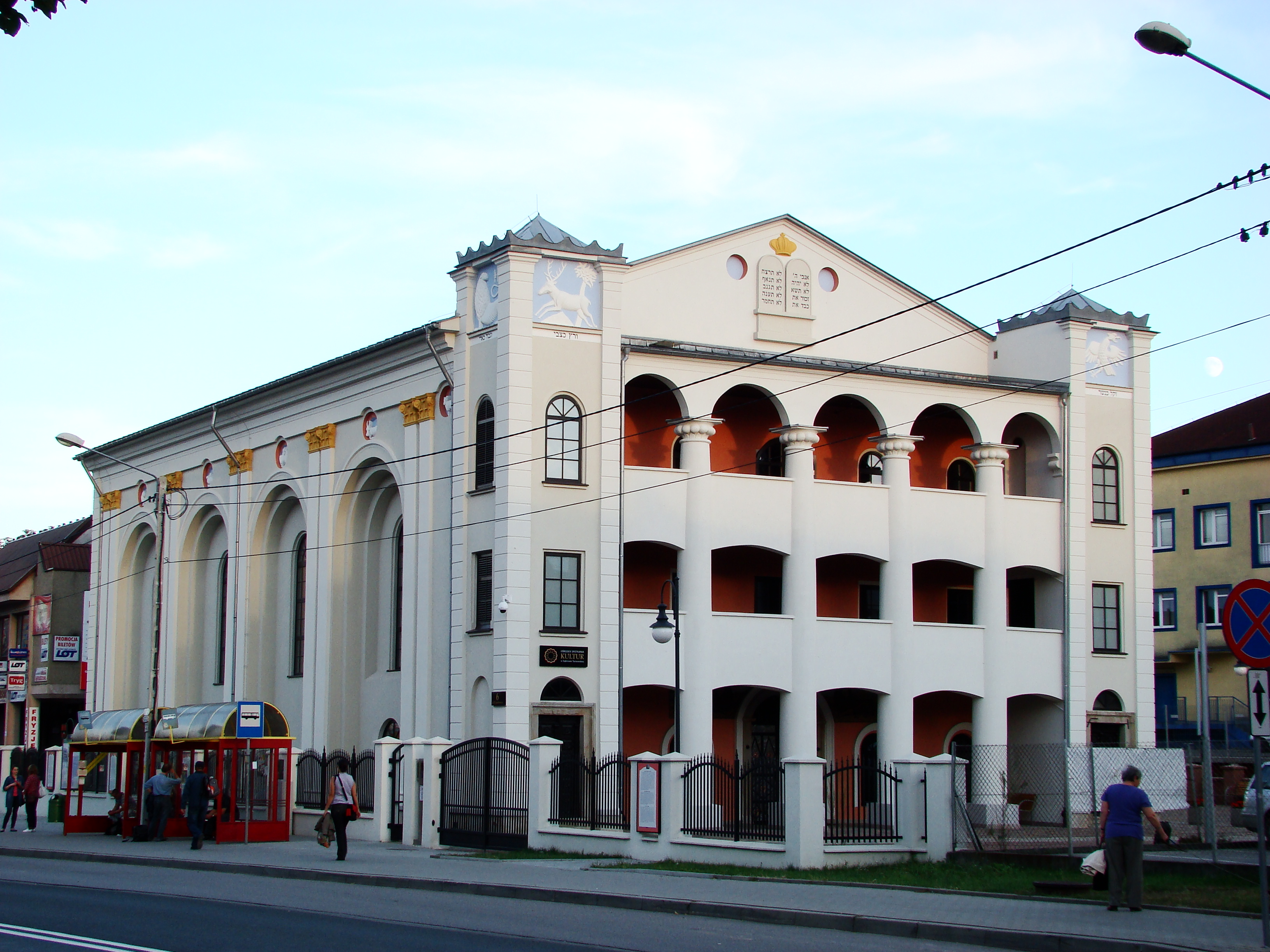
Synagoga w Dąbrowie Tarnowskiej

Jedenasta edycja Małopolskich Dni Dziedzictwa Kulturowego odbyła się 16 i 17 maja 2009 roku. Udostępniono dla zwiedzających 12 obiektów i miejsc zabytkowych:
- Architektura uzdrowiskowa – pałac Vauxhall, łazienki „Zofia” i park zdrojowy w Krzeszowicach
- Dawny gmach Towarzystwa Wzajemnych Ubezpieczeń „Florianka” w Krakowie
- Dwór Popielów i źródło „Jordan” w Ściborzycach
- Dwór w Łęgu Tarnowskim
- Klasztor ss. Norbertanek i elementy zabudowy wsi Imbramowice
- Kościół i klasztor oraz szpital Zakonu Bonifratrów w Krakowie
- Kościół parafialny pw. św. Marcina w Krzeszowicach
- Kościół parafialny pw. św. Mikołaja w Wysocicach
- Kościół pw. św. Bartłomieja w Krakowie
- Muzeum Jana Wnęka w Odporyszowie
- Synagoga i Dom Modlitwy w Dąbrowie Tarnowskiej
- Zabudowania dawnego folwarku w Pisarach

Źródło:

## XII Małopolskie Dni Dziedzictwa Kulturowego. Zobacz z bliska
Dwunasta edycja Małopolskich Dni Dziedzictwa Kulturowego odbyła się w maju 2010 roku. Udostępniono dla zwiedzających 12 obiektów i miejsc zabytkowych:
- Zabytkowa zabudowa rynku w Alwerni
- Alwernia: Kościół i klasztor pw. Stygmatów św. Franciszka z Asyżu oo. Bernardynów w Alwerni
- Przełom Białki i elementy zabudowy wsi Nowa Biała
- Park im. Wojciecha Bednarskiego Krakowie
- Kościół św. Marcina w Krakowie
- Dom Józefa Mehoffera w Krakowie
- Dwór obronny w Jakubowicach
- Kościół pw. św. Elżbiety Węgierskiej w Trybszu
- Kościół pw. św. Małgorzaty Dziewicy i Męczennicy w Raciborowicach
- Kościół pw. św. św. Piotra i Pawła w Łapszach Wyżnych
- Murowany dwór w Goszycach
- Osiedle domów górniczych – Stara Kolonia w Brzeszczach

Źródło:

## XIII Małopolskie Dni Dziedzictwa Kulturowego. Twarze Małopolski
Trzynasta edycja Małopolskich Dni Dziedzictwa Kulturowego odbyła się w dniach 14–15 maju 2011 roku. Dwanaście wybranych zabytków zostało zaprezentowanych poprzez związane z nimi postacie – artystów, naukowców, możnowładców, przedstawicieli różnych stanów i grup narodowościowych – lub wydarzenia.
Przedsięwzięcie miało charakter festiwalowy, poza koncertami, pokazami, odczytami oraz innymi, licznymi wydarzeniami towarzyszącymi zwiedzaniu widzowie mieli także okazję obejrzeć cykl filmów dokumentalnych poświęconych zabytkom i postaciom oraz wystawę – instalację artystyczną Powiązania, prezentowaną na Małym Rynku w Krakowie od 7 do 15 maja 2011 r., zachęcającą do poszukania – na własną rękę – powiązań między przywołanymi miejscami – obiektami Dni i promującą małopolskie dziedzictwo w nowoczesnej formule.
Trasa krakowska
- Kolegiata pw. św. Anny w Krakowie
- Kino „Kijów” (obecnie KIJÓW.CENTRUM) w Krakowie
- Muzeum „Rydlówka” w Krakowie

Trasa okolice Olkusza
- Poliptyk olkuski – bazylika kolegiacka pw. św. Andrzeja w Olkuszu
- Pustynia Błędowska
- Rezerwat przyrody Dolina Racławki

Trasa okolice Oświęcimia
- Pałac w Ryczowie
- Muzeum Zamek w Oświęcimiu
- Muzeum im. Aleksandra Kłosińskiego w Kętach

Trasa południowa
- Kościół i klasztor Klarysek w Starym Sączu
- Sanatorium „Patria” w Krynicy-Zdroju
- Cerkiew pw. św. Jakuba Młodszego w Powroźniku

Źródło:

## XIV Małopolskie Dni Dziedzictwa Kulturowego. W tym sęk!
Czternasta edycja Małopolskich Dni Dziedzictwa Kulturowego, realizowana pod hasłem W tym sęk!. W ramach tej odsłony zostały zaprezentowane obiekty architektury drewnianej, które można było zwiedzać w aż dwa majowe weekendy: 19 i 20 maja oraz 26 i 27 maja. Organizacja Dni Dziedzictwa w ciągu dwóch następujących po sobie weekendów ułatwiła uczestnikom odwiedzenie wszystkich 12 zabytków i udział w większej liczbie wydarzeń towarzyszących. Wspólnie z muzeami posiadającymi skanseny i obiekty in situ, ustalono ostateczną listę obiektów biorących udział w przedsięwzięciu. Stanowiły one przekrój różnorodności form i funkcji, prezentując zarówno architekturę sakralną, jak i dworską, chłopską, a także zabytki techniki czy obiekty związane z rzemiosłem. Zgodnie z coroczną tradycją, w każdym z miejsc na uczestników czekali eksperci i pasjonaci, którzy pomogli odkrywać tajemnice dawnej architektury. Informacje o obiektach, w tym plansze z ich opisami i planami znalazły się ponadto w materiałach towarzyszących zwiedzaniu, które w tym roku po raz pierwszy zostały wydane w formie jednego, wspólnego przewodnika, a nie 12 odrębnych folderów dotyczących każdego z obiektów z osobna. Nowością i atrakcją było także rozbudowanie przewodnika o elementy reportażu historycznego, prezentującego zabytki przez pryzmat ludzkich biografii.
Partnerami MIK-u, a jednocześnie gospodarzami obiektów objętych programem wydarzenia, było sześć małopolskich muzeów, posiadających skanseny i obiekty in situ.

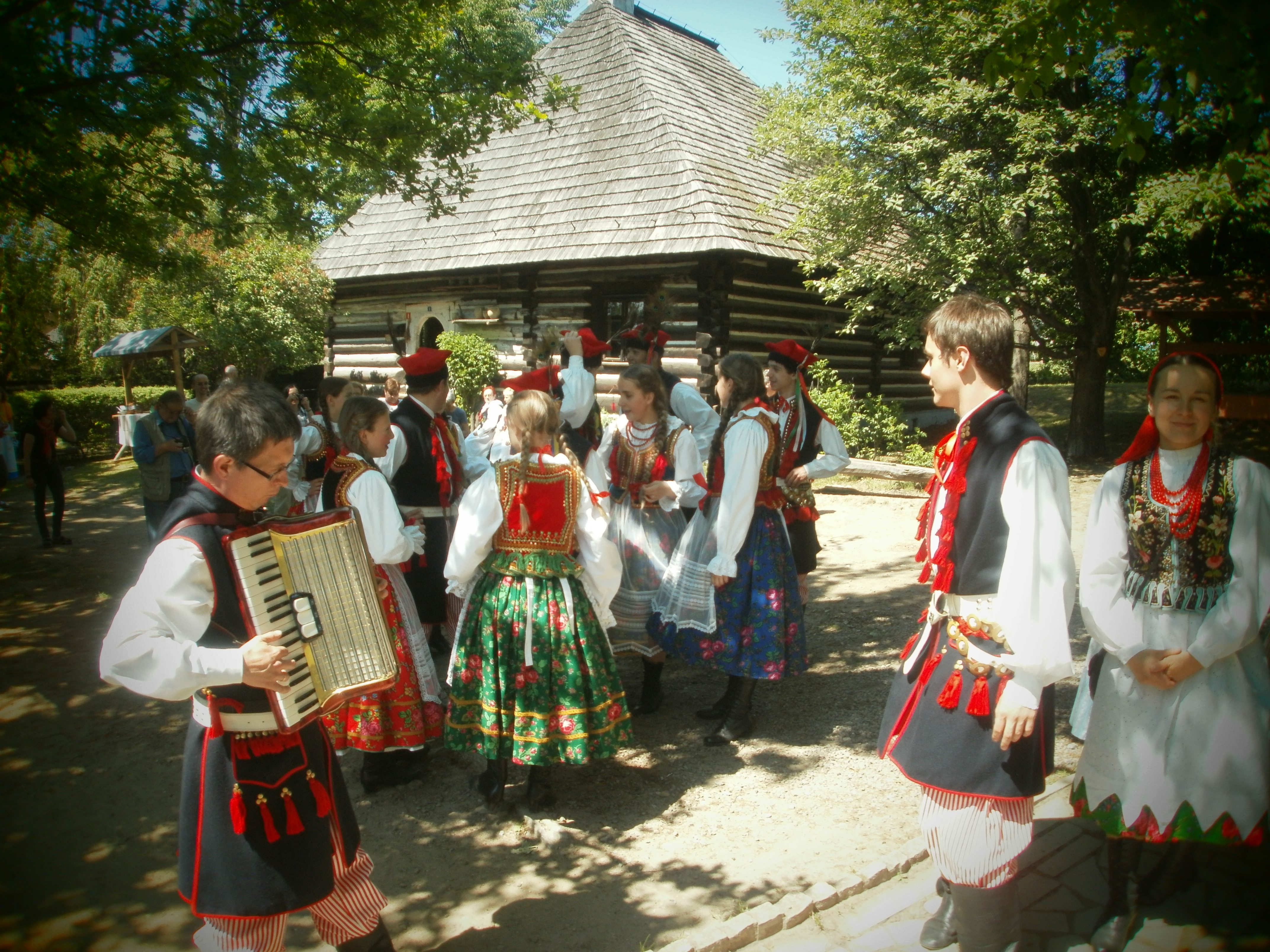
XIV Małopolskie Dni Dziedzictwa Kulturowego w Nadwiślańskim Parku Etnograficzny w Wygiełzowie

### 19–20 maja 2012
- Dwór z Drogini / Muzeum – Nadwiślański Park Etnograficzny w Wygiełzowie i Zamek Lipowiec
- Zagroda ze Staniątek / Muzeum – Nadwiślański Park Etnograficzny w Wygiełzowie i Zamek Lipowiec
- Dwór Moniaków / Muzeum – Orawski Park Etnograficzny w Zubrzycy Górnej
- Tartak i folusz / Muzeum – Orawski Park Etnograficzny w Zubrzycy Górnej
- Willa Oksza / Muzeum Tatrzańskie im. Dra Tytusa Chałubińskiego w Zakopanem – Galeria Sztuki XX wieku
- Chałupa Gąsieniców Sobczaków / Muzeum Tatrzańskie im. Dra Tytusa Chałubińskiego – Muzeum Stylu Zakopiańskiego – Inspiracje

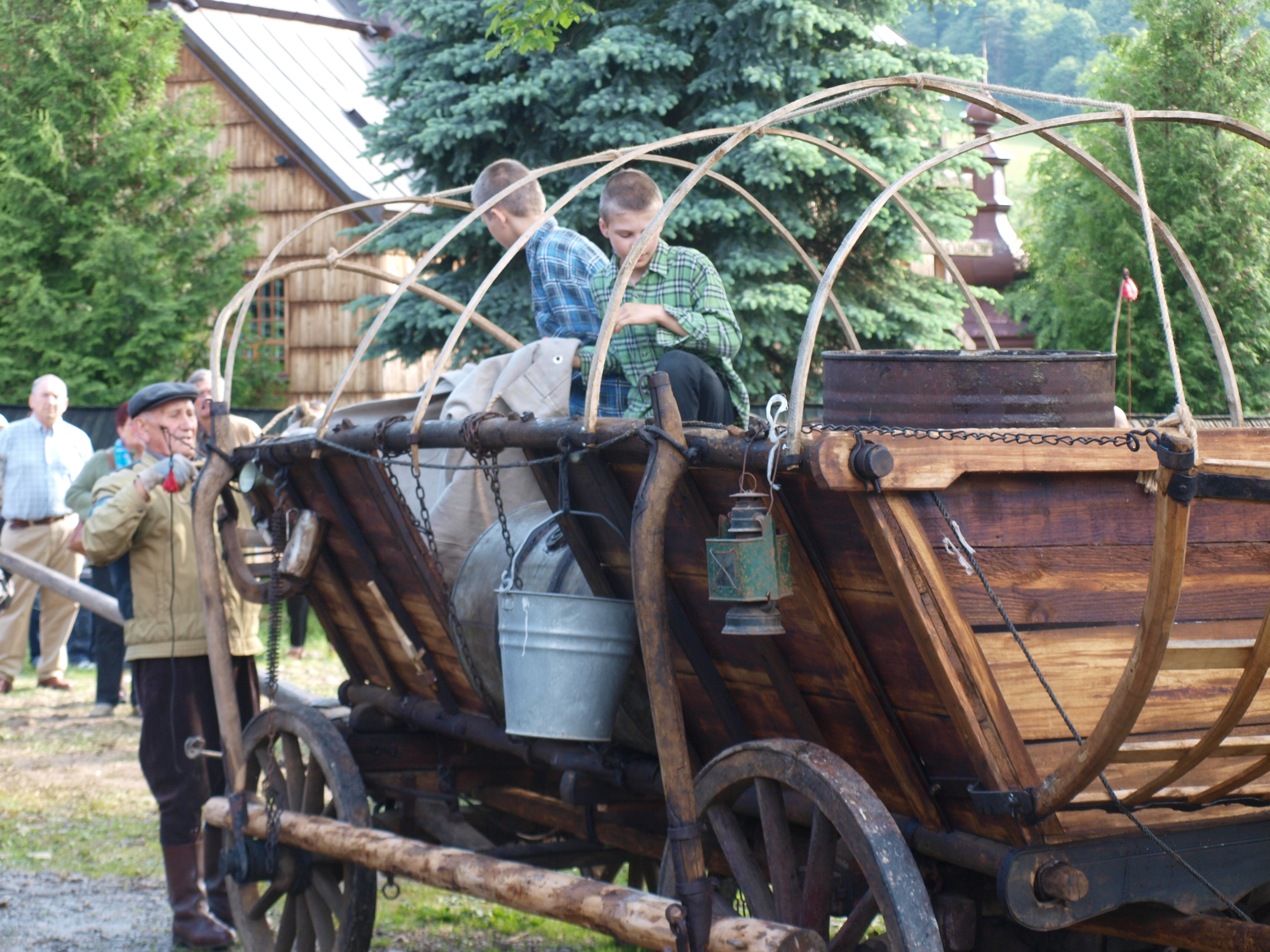
Zagroda Maziarska w Łosiu podczas XIV Małopolskich Dni Dziedzictwa Kulturowego

### 26–27 maja 2012
- Kościół rzymskokatolicki z Łososiny Dolnej / Muzeum Okręgowe w Nowym Sączu – Sądecki Park Etnograficzny
- Zbór ewangelicki ze Stadeł / Muzeum Okręgowe w Nowym Sączu – Sądecki Park Etnograficzny
- Zagroda maziarska w Łosiu / Muzeum Dwory Karwacjanów i Gładyszów w Gorlicach
- Cerkiew greckokatolicka w Bartnem / Muzeum Dwory Karwacjanów i Gładyszów w Gorlicach
- Zagroda Felicji Curyłowej w Zalipiu / Muzeum Okręgowe w Tarnowie
- Dwór w Dołędze / Muzeum Okręgowe w Tarnowie

Źródło:

## XV Małopolskie Dni Dziedzictwa Kulturowego. Wejdź na szlak!
Szlaki kulturowe, czyli tematyczne trasy zwiedzania były motywem przewodnim XV Małopolskich Dni Dziedzictwa Kulturowego. Piętnasta edycja wydarzenia odbyła się pod hasłem Wejdź na szlak!. Informacje o każdym z miejsc i szlakach znalazły się w wydawnictwie poświęconym prezentowanym zabytkom i historiom związanych z nimi ludzi, będącym drugą już książką w serii Małopolskich Dni Dziedzictwa Kulturowego. W ramach XV Małopolskich Dni Dziedzictwa Kulturowego wybrano 15 zabytków, zlokalizowanych na 5 trasach zwiedzania – szlakach, które zostały zaprezentowane podczas 2 weekendów.

### 18–19 maja 2013
szlak Młodopolska Małopolska
1. Dom Towarzystwa Lekarskiego w Krakowie
2. Akademia Sztuk Pięknych w Krakowie – gmach główny oraz dawne Muzeum Techniczno-Przemysłowe
3. Kawiarnia Noworolski w Krakowie

szlak Małopolska Romańska
- Kościół pw. św. Jana Chrzciciela w Prandocinie
- Kościół św. Wojciecha w Kościelcu
- Bazylika kolegiacka Narodzenia NMP oraz Muzeum Regionalne w Wiślicy

### 25–26 maja 2013
Krakowski Szlak Techniki
- Zespół elektrowni miejskiej w Krakowie
- Zespół zajezdni tramwajowej w Krakowie, Muzeum Inżynierii Miejskiej
- Zespół gazowni miejskiej w Krakowie

szlak Dwory Małopolski
- Willa Domańskich w Nawojowej Górze
- Pałac Starzeńskich w Płazie
- Dwór Emila Zegadłowicza w Gorzeniu Górnym

Małopolskiej Trasie UNESCO
- Kościół pw. św. Leonarda w Lipnicy Murowanej
- Kościół pw. św. Michała Archanioła w Binarowej
- Kościół pw. św. św. Filipa i Jakuba Apostołów w Sękowej

Źródło:

## XVI Małopolskie Dni Dziedzictwa Kulturowego. Wielki wybuch 1914–1918
W związku z przypadającą w 2014 roku 100. rocznicą wybuchu I wojny światowej motywem przewodnim XVI edycji Dni Dziedzictwa, zatytułowanej Wielki wybuch 1914–1918, była historia tego okresu. Podczas dwóch majowych weekendów (17–18 oraz 24–25 maja) pokazane zostały nie tylko zabytki militarne, ale także obiekty świadczące o wielkiej zmianie i rozwoju cywilizacyjnym, dla których wielka wojna była bezpośrednim impulsem.
W każdym z dziesięciu miejsc uczestnicy wydarzenia mieli okazję poznać nie tylko historię zabytków z lat 1914–1918, ale również losy ich gospodarzy i postaci z nimi związanych, którzy wpłynęli na kształt życia gospodarczego, obywatelskiego i artystycznego tego okresu. Opowiedzieli o nich przewodnicy – pasjonaci i eksperci. Już po raz trzeci została przygotowana bezpłatna publikacja autorstwa Katarzyny Kobylarczyk, dziennikarki i reportażystki. Wydawnictwo prezentowało losy postaci i zabytków podczas I wojny światowej.

### 17–18 maja 2014
Trasa krakowska I
- Fort nr 44 Tonie w Krakowie
- Dwór Dąbrowskich w Michałowicach

Trasa tarnowska
- Pałac Goetzów-Okocimskich w Brzesku
- Zespół Tarnowskich Wodociągów
- Cmentarz wojskowy nr 192 w Lubince

### 24–25 maja 2014
Trasa krakowska II
- Pałac Larischa w Krakowie
- Klub Garnizonowy w Krakowie

Trasa gorlicka
- Muzeum Regionalne PTTK w Gorlicach
- Zespół pałacowo-parkowy w Siarach
- Cmentarz wojskowy nr 60 na Przełęczy Małastowskiej

Źródło:

## XVII Małopolskie Dni Dziedzictwa Kulturowego. Był sobie czas
Tematem siedemnastej edycji Małopolskich Dni Dziedzictwa Kulturowego był czas- jedna z uniwersalnych kategorii miary otaczającego nas świata. W 2015 roku zaprezentowanych zostało dziesięć zabytków, zlokalizowanych na czterech trasach zwiedzania. Podczas Dni Dziedzictwa przedstawiony został czas historyczny zatrzymany w pokazywanych zabytkach, o których w ciekawy sposób opowiedzieli przewodnicy – pasjonaci i eksperci. Uczestnikom przybliżone zostały również inne rodzaje czasu takie jak słoneczny, astronomiczny i kalendarzowy. Już po raz czwarty wydarzeniu towarzyszyła bezpłatna publikacja autorstwa Katarzyny Kobylarczyk, dziennikarki i reportażystki.

### 16–17 maja 2015
Trasa krakowska I
- Cerkiew prawosławna pw. Zaśnięcia NMP w Krakowie
- Kościół pw. św. Marka Ewangelisty w Krakowie

Trasa zachodnia
- Kolonia robotnicza i fabryka Bata w Chełmku
- Zespół zabudowań podworskich w Bobrku
- Synagoga i Muzeum Żydowskie w Oświęcimiu

### 23–24 maja 2015
Trasa krakowska II
- Dawne Obserwatorium Astronomiczne w Collegium Śniadeckiego i Ogród Botaniczny w Krakowie
- Collegium Maius w Krakowie

Trasa północna
- Muzeum im. Przypkowskich w Jędrzejowie
- Zespół pałacowy w Książu Wielkim
- Kaplica pw. Nawiedzenia i Zwiastowania NMP w Dalewicach

Źródło:

## XVIII Małopolskie Dni Dziedzictwa Kulturowego. Wszystko płynie
Wszystko płynie było hasłem przewodnim osiemnastych Małopolskich Dni Dziedzictwa Kulturowego. Podczas tej edycji przedstawiono mnóstwo fascynujących historii z szumem wody w tle. Uczestnicy mieli okazję zobaczyć niedostępne na co dzień zwiedzającym młyny wodne, plaże o nazwie Krokodyl czy podwoje zamku. W trakcie dwóch majowych weekendów zaprezentowano 10 zabytków, zlokalizowanych na czterech trasach zwiedzania – dwóch trasach krakowskich oraz trasach północno-zachodniej i południowo-wschodniej. Podobnie jak w poprzednich latach wydarzeniu towarzyszyła bezpłatna publikacja autorstwa Katarzyny Kobylarczyk.

### 21–22 maja 2016
Trasa krakowska I
- Centrum Szkła i Ceramiki w Krakowie
- Kompleks wodociągów na Bielanach w Krakowie

Trasa północno-zachodnia
- Kaplica „Na Wodzie” oraz osada młynarska Boroniówka w Ojcowskim Parku Narodowym
- Kościół i klasztor oo. Karmelitów Bosych w Czernej
- Zamek w Zatorze

### 28–29 maja 2016
Trasa krakowska II
- Kościół sióstr Norbertanek, kościół pw. Najświętszego Salwatora wraz z kaplicą pw. św. Małgorzaty w Krakowie
- Muzeum Sztuki i Techniki Japońskiej Manggha

Trasa południowo-wschodnia
- Założenie dworskie w Zbyszycach
- Kościół pw. Narodzenia NMP w Krużlowej Wyżnej
- Dwór w Kwiatonowicach

Źródło:

## XIX Małopolskie Dni Dziedzictwa Kulturowego. Od kuchni
Tematem tegorocznych XIX Małopolskich Dni Dziedzictwa Kulturowego Od kuchni była sztuka kulinarna i związane z nią historie. Ta najsmaczniejsza edycja Dni Dziedzictwa miała zachęcić nie tylko do konsumowania regionalnych specjałów, ale przede wszystkim do poszukiwania – czasem od kuchni – ciekawych wątków i opowieści, nie tylko gastronomicznych. Podobnie jak w poprzednich latach wydarzeniu towarzyszyła bezpłatna publikacja. W 2017 roku jej autorem był Wojciech Nowicki, dziennikarz i eseista.

### 20–21 maja 2017
Trasa krakowska I
- Samotnia artystów – dawna pracownia ceramiczna Heleny i Romana Husarskich w Krakowie
- Centrum Administracyjne kombinatu w Nowej Hucie

Trasa okolice Bochni
- Dwór Feillów w Woli Zręczyckiej
- Zamek w Wiśniczu
- Zabudowa Bochni

### 27–28 maja 2017
Trasa krakowska II
- Teatr im. Juliusza Słowackiego w Krakowie
- Kościół i klasztor Braci Kapucynów w Krakowie
- Muzeum Narodowe w Krakowie – Gmach Główny

Trasa okolice Szczawnicy
- Wieś Frydman na Spiszu
- Architektura uzdrowiskowa Szczawnicy
- Muzeum Pienińskie im. Józefa Szalaya w Szachtowej

Źródło:

## XX Małopolskie Dni Dziedzictwa Kulturowego. Wolność krzepi
Podczas jubileuszowej, XX edycji Małopolskich Dni Dziedzictwa Kulturowego opowiadaliśmy o XX-leciu międzywojennym – o życiu zwykłych obywateli, polityków, naukowców i 20 latach rozwoju w tym okresie. Rok 1918 nie jest jednak wyłącznie czasem zwycięstw i sukcesów. Teraz dopiero zaczyna się praca nad zjednoczeniem ziem, podnoszeniem kraju z powojennej ruiny i budowaniem nowoczesnego państwa. Nie obejdzie się bez chaosu, tarć i ofiar. Ale przecież życie gna do przodu… Jakoś trzeba sobie radzić z tą radosną, choć niełatwą wolnością. Podczas wydarzenia zaprezentowano 11 obiektów na 4 trasach. Autorem publikacji towarzyszącej tej edycji Dni był Jakub Kornhauser.

### 19–20 maja 2018
Trasa krakowska I
- Fort 50 ½ O Barycz w Krakowie
- Dworek Rutkowskich w Krakowie-Bronowicach

Trasa zachodnia
- Kościół pw. Narodzenia NMP w Racławicach k. Olkusza
- Piec kręgowy w Płazie

### 26–27 maja 2018
Trasa krakowska II
- Kamienica Bujwidów w Krakowie

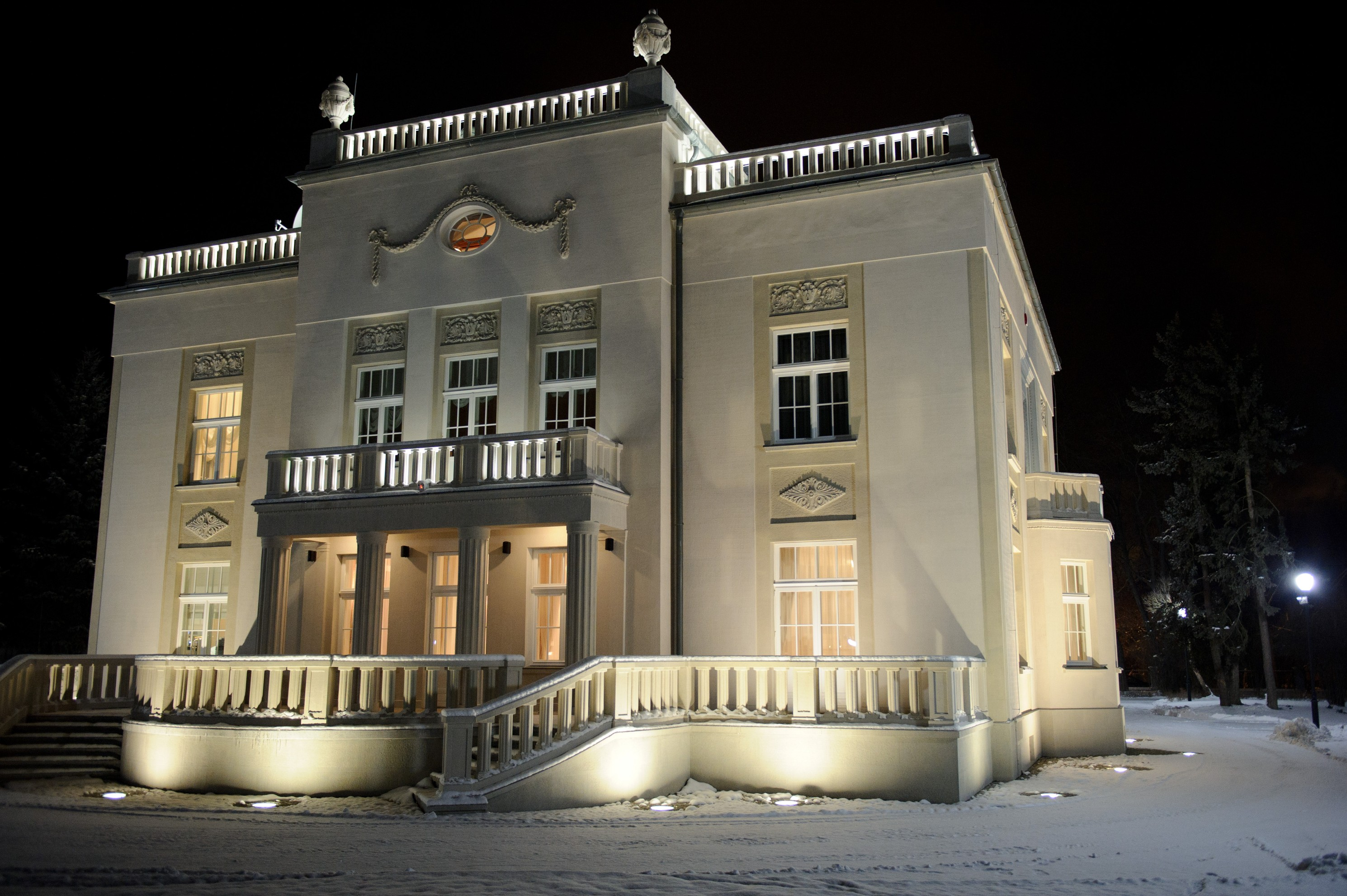
Willa Kwiatkowskiego w Mościcach (Tarnów)

- Gmach główny Akademii Górniczo-Hutniczej im. Stanisława Staszica w Krakowie

Trasa wschodnia
- Kościół pw. Podwyższenia Krzyża Świętego i dwór Żabów w Zbylitowskiej Górze
- Willa Eugeniusza Kwiatkowskiego w Tarnowie-Mościcach
- Dom rodzinny oraz Muzeum Wincentego Witosa w Wierzchosławicach

Źródło:

## XXI Małopolskie Dni Dziedzictwa Kulturowego. Z dreszczykiem
Podczas XXI edycji Małopolskich Dni Dziedzictwa Kulturowego Z dreszczykiem uczestnicy odkrywali szczegóły niezwykłych wydarzeń i tajemnice dwunastu zabytków. Edycja ta miała na celu ukazanie innej, mrocznej, a zarazem fascynującej strony eksploracji niecodziennych miejsc związanych z regionem Małopolski i poznawania ich zagadkowych historii. Publikacja towarzysząca XXI edycji Małopolskich Dni Dziedzictwa Kulturowego napisana została przez autorkę powieści kryminalnych, Gaję Grzegorzewską.

### 18–19 maja 2019
Trasa krakowska I
- Pałac Pusłowskich w Krakowie
- Pałac Potockich w Krakowie

Trasa małopolska I
- Kościół pw. Nawiedzenia NMP w Iwkowej
- Kościół pw. Narodzenia NMP i zamek w Czchowie
- Beluard w Rożnowie

### 25–26 maja 2019
Trasa krakowska II
- Klasztor Duchaczek z kościołem pw. św. Tomasza i kościół pw. Świętego Krzyża w Krakowie
- Dom Arcybractwa Miłosierdzia i Banku Pobożnego w Krakowie

Trasa małopolska II
- Wieś Kacwin na Spiszu
- Kościół pw. św. Bartłomieja w Niedzicy
- Organy Władysława Hasiora na Przełęczy Snozka

Źródło:

## XXII Małopolskie Dni Dziedzictwa Kulturowego. Brzmi dobrze
XXII edycja Małopolskich Dni Dziedzictwa Kulturowego nie odbyła się w tradycyjnych okolicznościach ze względu na epidemię COVID-19. Standardowe wydarzenia i atrakcje zastąpione zostały filmami zrealizowanymi dzięki dofinansowaniu Narodowego Centrum Kultury w ramach programu „Kultura w sieci”. Ta nietypowa edycja o haśle przewodnim Brzmi dobrze skoncentrowana była na muzyce i jej relacji z przestrzenią oraz architekturą. Oficjalne premiery filmów miały miejsce online w dniach 19–20.09.2020 i 26–27.09.2020
Autorem publikacji związanej z XXII Małopolskimi Dniami Dziedzictwa Kulturowego jest Jakub Puchalski – historyk sztuki i krytyk muzyczny.
Lista obiektów XXII Małopolskich Dni Dziedzictwa Kulturowego:
- Stary Teatr – Konserwatorium Muzyczne w Krakowie
- Muzeum Fonografii w Niepołomicach
- Pałac i Piwnica pod Baranami w Krakowie
- Założenie klasztorne oo. Paulinów Na Skałce w Krakowie
- Zespół Szkół Plastycznych im. Antoniego Kenara w Zakopanem
- Pracownia lutnicza Mardułów w Zakopanem
- Muzeum Karola Szymanowskiego w willi Atma w Zakopanem
- Willa Czerwony Dwór w Zakopanem
- Dwór Ignacego Jana Paderewskiego w Kąśnej Dolnej
- Synagoga w Bobowej
- Kolegiata Bożego Ciała i Dom z Basztą w Bieczu

Źródło:

## XXIII Małopolskie Dni Dziedzictwa Kulturowego. W ruchu
Motyw przewodni XXIII Małopolskich Dni Dziedzictwa Kulturowego, W ruchu, w kontekście lockdownu związanego z epidemią COVID-19 nabrał wielu znaczeń. Wydarzenia i zabytki związane z tą edycją skłaniały uczestników do odkrywania różnych aspektów mobilności, która przez wiele miesięcy była w dużym stopniu ograniczona. Tym razem Małopolskie Dni Dziedzictwa Kulturowego miały charakter hybrydowy: w programie, oprócz możliwości zwiedzania zabytków i uczestniczenia w wydarzeniach na świeżym powietrzu, znalazły się również filmy. Autorką publikacji W ruchu towarzyszącej XXIII edycji jest Barbara Sadurska.

### 11–12 września 2021
Trasa małopolska
- Droga żelazna nr 103 – stacja w Regulicach
- Fabryka Lokomotyw „Fablok” w Chrzanowie
- Pałac Thetschlów w Jaszczurowej
- Muzeum Turystyki Górskiej na Markowych Szczawinach w Zawoi – filmowe oprowadzanie online

### 18–19 września 2021
Trasa krakowska
- Kasa Oszczędności Miasta Krakowa
- Kościół i klasztor Pijarów w Krakowie
- Park im. dra Henryka Jordana w Krakowie
- Poczta Główna w Krakowie – filmowe oprowadzanie online

Źródło: